# Celia Freijeiro
Celia Freijeiro, (Vigo, 9 février 1983) est une actrice espagnole de cinéma, théâtre et télévision.

## Biographie
Celia García Freijeiro est née le 9 février 1983 à Vigo, enGalice en Espagne.
Elle est la fille du célèbre peintre Rafael Freijeiro.
Celia Freijeiro a un frère Pedro Freijeiro. Elle obtient son diplôme de Witt Lycée Arkansas, États-Unis [1] puis déménage à Madrid, où elle commence sa carrière d'actrice. Elle joue dans plusieurs pièces de théâtre, comme El color de agosto, dirigée par Marta Álvarez, grâce à laquelle elle a reçu une nomination Prix de Valle Prix Inclán Théâtre et à Mars.[2]
En 2007, a seulement 25 ans, elle a fondé une société de production cinématographique, la Pocapena Producciones avec qui elle a produit plusieurs courts métrages et des représentations théâtrales.
En 2008, elle a joué le rôle titre dans la série télévisée Nieves Sáez Pelotas, alors qu'en 2011, elle a été jetée dans la série policière Meurtres - Unité des victimes spéciales, où elle incarne l'inspecteur Eva Hernández.
En décembre 2012, elle est sélectionnée pour participer au Prix Goya 2013 dans la catégorie meilleure actrice pour le rôle de Léda dans le film Todo es silencio , réalisé par José Luis Cuerda.
À partir de 2015, elle incarne le rôle de Adela Silva de Rivera dans la telenovela Seis Hermanas, émetteur émission de télévision.

## Filmographie
- 2005 : El comisario (série télévisée) : Alejandra
- 2006 : Los aires difíciles : Elena
- 2006 : Blue Days : Genoveva
- 2006 : Amistades peligrosas (série télévisée) : Silvia Marcos
- 2007 : Hospital Central (série télévisée) : Catalina Bermejo
- 2007 : Hay que vivir (série télévisée) : Alicia
- 2008 : Dos de mayo - La libertad de una nación (série télévisée) : Pepita García
- 2008-2009 : Chica busca chica (série télévisée) : Nines
- 2009-2010 : Pelotas (série télévisée) : Nieves Sáez
- 2010 : La manzana (court métrage) : Flor
- 2011 : Homicidios (série télévisée) : Eva Hernández
- 2012 : Papá se ha ido (court métrage) : Marina
- 2012 : All Is Silence : Leda
- 2014 : De chica en chica : Nines
- 2015 : Girl gets Girl : Inès
- 2015 : Seis hermanas (série télévisée) : adela
- 2019-2021 : Vida Perfecta: Cris
- 2022 : Amor de Madre: Teresa
- 2022 : Cuentas Divinas   (Cortometraje): Monica
- 2023 : Mari(dos) : Laura
- 2023 : Escándalo. Relato de una obsesión ( Série télévisée): Lola
- 2023 : Birdbox Barcelona : Laura